# Есад Мекули
Есад Мекули (алб. Esad Mekuli; Плав, 17. децембар 1916 — Приштина, 6. август 1993) био је југословенски песник, критичар и преводилац. Био је први председник Академије наука и уметности Косова. Роберт Елси га је сматрао оцем модерне албанске поезије у Југославији, док и данас има огроман утицај на Косову и Метохији.

## Биографија
Син је хаџи-хоџе Смајла Адемија из Новшића. По завршетку основне школе, школовање је наставио у Пећи, где је дипломирао 1936. године. Потом се уписао на Факултет ветеринарске медицине Универзитета у Београду. Тамо је дошао у контакт са марксистичким круговима и био је ветеран Шпанског грађанског рата, а због политичке делатности ухапшен је 1940. године. Пуштен је у априлу 1941. након проглашења амнестије. Почео је да ради у Пећи као ветеринар и поново га је ухапсила италијанска војска 1942. године због сумње да је повезан са покретом отпора. Након ослобођења, 1943. ступио је у партизанске снаге и постао уредник илегалног партизанског листа Lirija (срп. Слобода).
После Другог светског рата наставио је да ради као ветеринар, као и уредник јединог легалног албанског листа на Косову и Метохији — Rilindja (срп. Препород). Године 1949. основао је књижевни часопис Jeta e Re (срп. Нови живот) и остао његов главни уредник до 1971. Писао је и сарађивао са многим листовима у Србији, Црној Гори и Хрватској. Био је први председник Удружења књижевника Косова и први председник Академије наука и уметности Косова. Његови радови чине и преводи југословенске књижевности на албански, као што је превод дела српског песника Петар II Петровић Његош и преводе албанске књижевности на српски језик. Користио је псеудониме Сат Нокшићи и Сат Хоџа. Преминуо је у Приштини 6. августа 1993. године.
Био је ожењен Сехадете Мекули, гинекологом, јавном радницом и инспирацијом за лик Теуте Шкрели у роману Исмаила Кадареа Krushqit jane te ngrire (срп. Свадбена поворка претворена у лед).